# Sara Danius
Sara Maria Danius (ur. 5 kwietnia 1962 w Täby, zm. 12 października 2019 w Sztokholmie) – szwedzka profesor literaturoznawstwa, krytyk literacka i pisarka. W latach 2013–2019 była członkiem Akademii Szwedzkiej, pełniąc od 1 czerwca 2015 do 12 kwietnia 2018 funkcję jej stałego sekretarza.

## Życiorys
W latach 1982–1986 studiowała literaturoznawstwo na Uniwersytecie Sztokholmskim. W okresie tym rozpoczęła także współpracę z dziennikiem Dagens Nyheter, gdzie zamieszcza teksty głównie z zakresu krytyki literackiej. W 1997 doktoryzowała się na Duke University pod kierunkiem Fredrica Jamesona. W 1998 obroniła rozprawę doktorską na Uniwersytecie w Uppsali. Praca ta została wydana w 2002 pod tytułem The Senses of Modernism: Technology, Perception, and Aesthetics.
Od 2008 profesor estetyki na Södertörns högskola. W 2010 została członkiem Kungliga Vitterhetsakademien. Profesor literaturoznawstwa na Uniwersytecie Sztokholmskim (2013).
7 marca 2013 Akademia Szwedzka wybrała ją na swojego członka. Uroczysta inauguracja odbyła się 20 grudnia 2013. Sara Danius zajęła fotel nr 7, zastępując na tym miejscu Knuta Ahnlunda. 1 czerwca 2015 jako pierwsza kobieta objęła po Peterze Englundzie funkcję stałego sekretarza Akademii. 12 kwietnia 2018 ustąpiła z funkcji sekretarza Akademii w wyniku konfliktu wewnątrz tej instytucji.
Zmarła w wyniku choroby nowotworowej piersi.